# Charlotte Theile
Charlotte Theile (* 1987 in Sachsen) ist eine deutsch-schweizerische Journalistin und Autorin. Sie war Schweizkorrespondentin der Süddeutschen Zeitung und Redakteurin der Zeit. Sie produziert und moderiert den Podcast Breakup.

## Leben
Theile studierte in Aachen und Bern Politik und Volkswirtschaft. 2011 und 2012 war sie Redaktionsassistentin im ZDF-Studio in Erfurt. Ab 2012 war sie bei der Süddeutschen Zeitung beschäftigt: Von 2012 bis 2014 als Volontärin, anschließend arbeitete sie in der Wirtschaftsredaktion, bevor sie im Herbst 2014 nach Zürich entsandt wurde. Von 2014 bis 2018 berichtete sie als Korrespondentin der Süddeutschen Zeitung aus der Schweiz und Liechtenstein. Von Januar bis März 2019 schrieb sie für den Tages-Anzeiger die Kolumne "Wir da draussen". 2019 war sie Redakteurin der ZEIT im Osten in Leipzig. Seit 2016 ist sie regelmäßiger Gast in unterschiedlichen Radio-Sendungen des Schweizer Radio und Fernsehen.
Theile ist Autorin des Sachbuchs „Ist die AfD zu stoppen? Die Schweiz als Vorbild der neuen Rechten“, das 2017 im Rotpunktverlag erschien. In dem Buch analysiert sie die politischen Entwicklungen in Deutschland und der Schweiz und die Gemeinsamkeiten und (persönlichen) Verbindungen zwischen der Alternative für Deutschland und der Schweizerischen Volkspartei.
Sie unterrichtet regelmäßig in unterschiedlichen Medienprojekten am Zürcher Gymnasium Rämibühl und gibt Seminare für junge Journalisten.
2017 wurde sie für ihren Artikel „Die neuen Herbergsgroßeltern“ mit dem Publizistikpreis Alter ausgezeichnet.
Seit November 2019 produziert sie den Podcast „Breakup – Der Podcast übers Schlussmachen“, in dem sie Personen über ihre Trennungen interviewt.
Im März 2021 übernahm Theile in einer Co-Leitung mit Samantha Zaugg die Chefredaktion des Branchenmagazins Schweizer Journalist:in.

## Werke
- Ist die AfD zu stoppen? Die Schweiz als Vorbild der neuen Rechten. Rotpunktverlag, Zürich 2017, ISBN 978-3-85869-750-9.